# Halina Kanasz
Halina Kanasz (ur. 30 stycznia 1953 w Henrykowie) – polska saneczkarka, medalistka mistrzostw Europy, olimpijka.
Na igrzyskach startowała dwa razy, w 1972 zakończyła zawody na szóstym miejscu, a cztery lata później była czternasta. Na mistrzostwach Europy wywalczyła dwa medale, oba w jedynkach. W 1974 została wicemistrzynią Europy, a rok później, w 1975, zdobyła brąz.

## Osiągnięcia

### Saneczkarstwo na zimowych igrzyskach olimpijskich
| Rok  | Miejsce   | Jedynki |
| ---- | --------- | ------- |
| 1972 | Sapporo   | =6.     |
| 1976 | Innsbruck | 14.     |